# Фломборн
Фломборн (нем. Flomborn) — община в Германии, в земле Рейнланд-Пфальц. 
Входит в состав района Альцай-Вормс. Подчиняется управлению Альцай-Ланд.  Население составляет 1030 человек (на 31 декабря 2010 года). Занимает площадь 7,94 км².
Упоминается с 1196 года, первоначально как Фламбурн (нем. Flamburn). С 1793 по 1816 год входил в состав Франции после аннексии Левого берега Рейна.